# Evangelische Kirche Güdingen

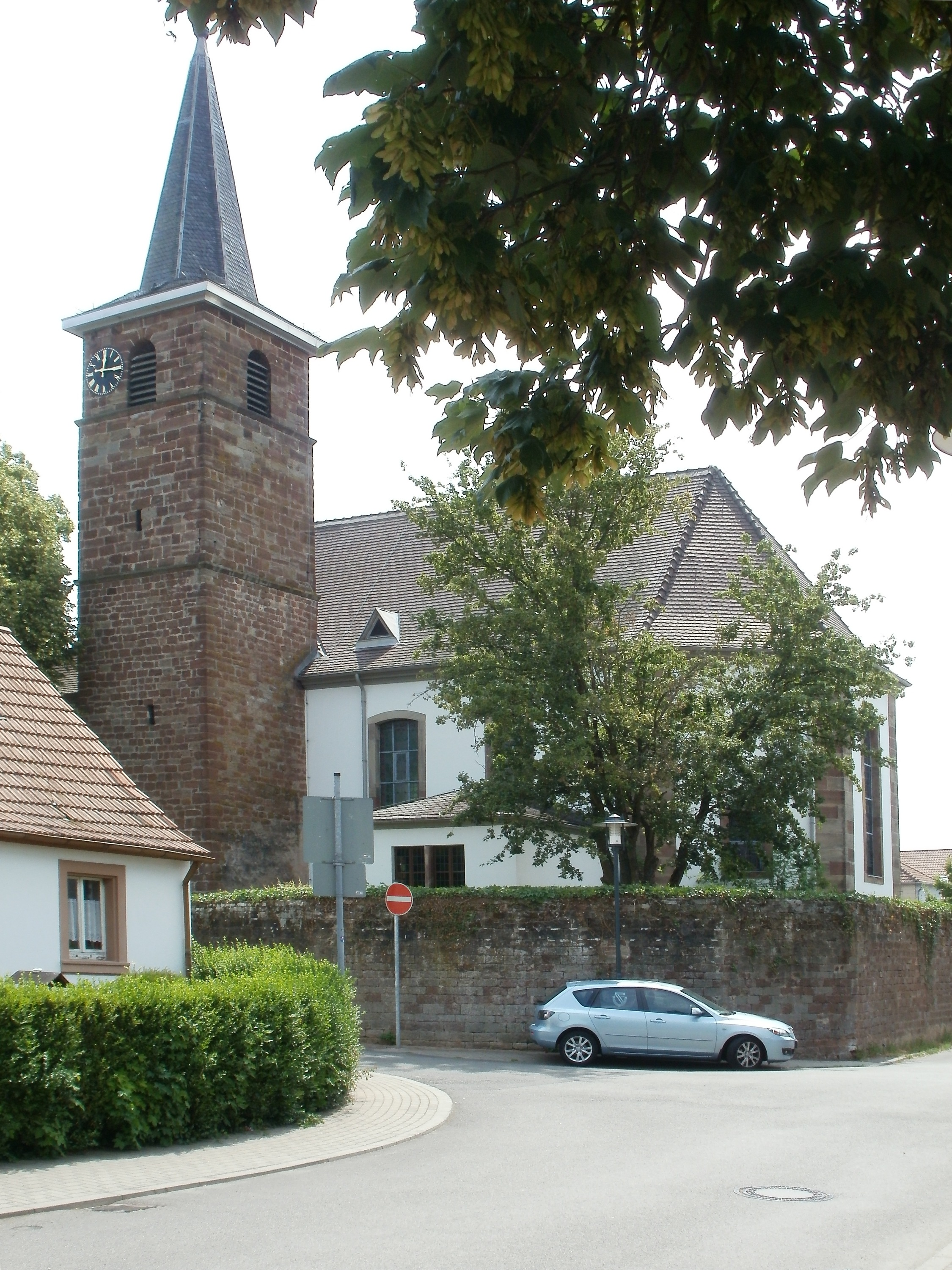
Die Evangelische Kirche in Güdingen

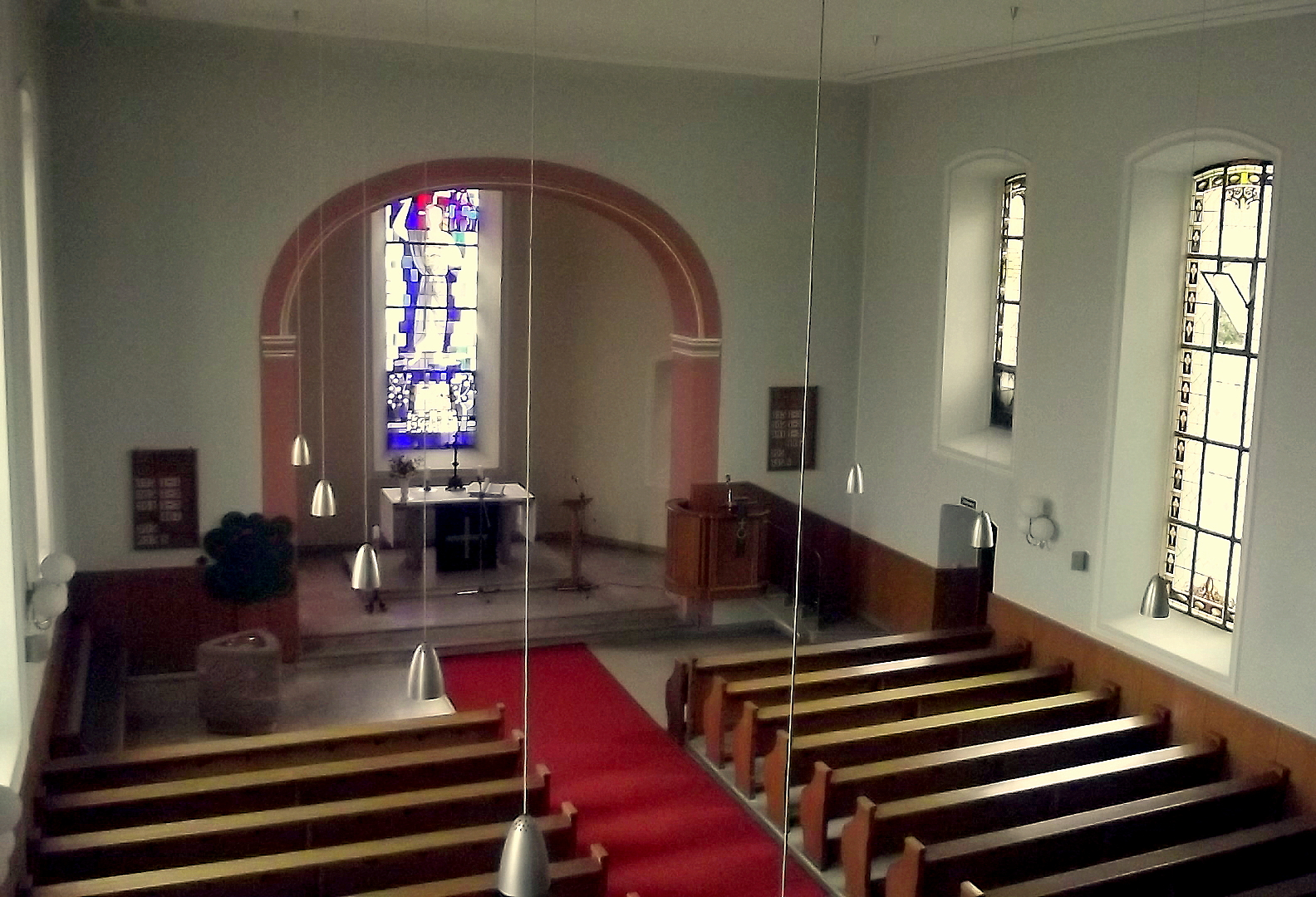
Blick ins Innere der Kirche

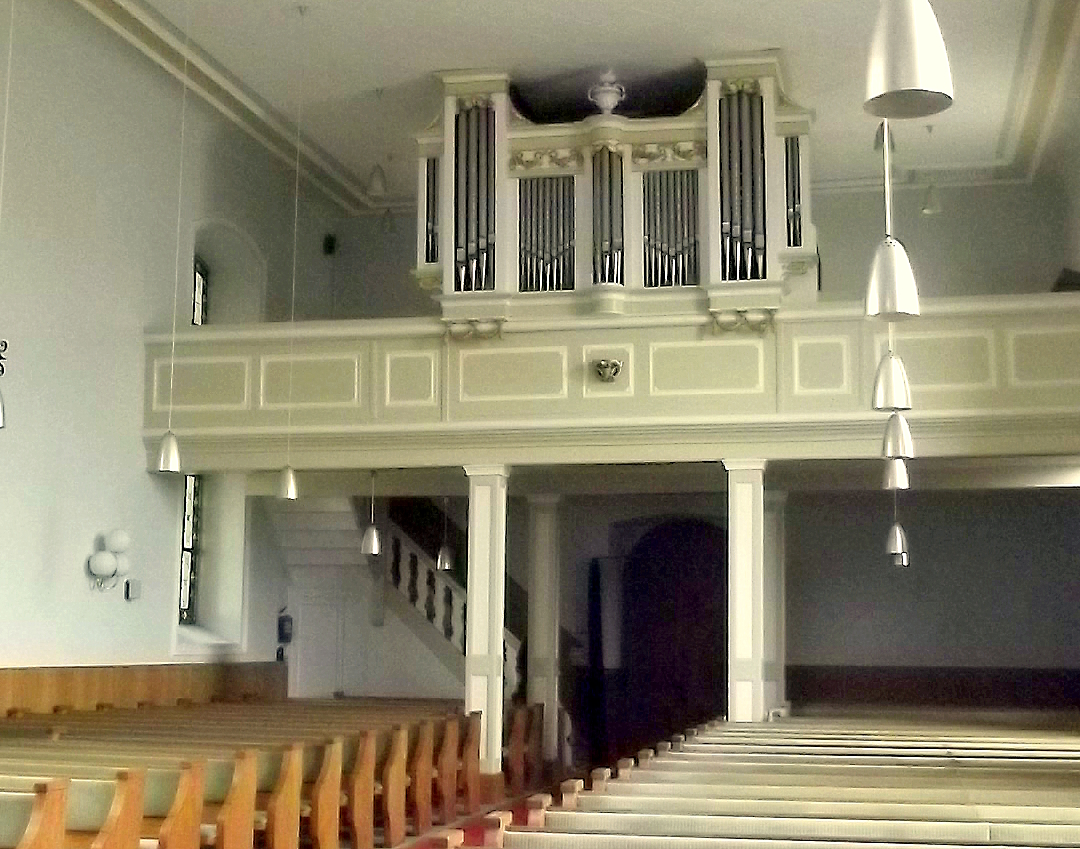
Blick zur Orgelempore

Die Evangelische Kirche Güdingen ist ein Sakralbau der Kirchengemeinde Obere Saar im Saarbrücker Stadtteil Güdingen. Die Kirchengemeinde ist dem Kirchenkreis Saar-West der Evangelischen Kirche im Rheinland zugeordnet. In der Denkmalliste des Saarlandes ist die Kirche als Einzeldenkmal aufgeführt.

## Geschichte
Der erste nachweisliche Sakralbau an der Stelle der heutigen Kirche war eine um das Jahr 800 errichtete Kapelle. Zu dieser kam um 1350 ein gotischer Glockenturm hinzu. Im Jahr 1615 erfolgte der Neubau des Schiffes nach Plänen des Architekten Jost Hoer. In der neuen Kirche blieb bis 1619 oder 1621 der katholische Hochaltar weiterhin in Gebrauch. Seit dem Jahr 1694 bestand ein Simultaneum, also eine gemeinsame Nutzung des Kirchenraums durch  evangelische und katholische Christen. Das Simultaneum endete 1896.
Im Jahr 1778 wurde das Gotteshaus durch einen Brand zerstört. Der Wiederaufbau als barocker Saal, für dessen Entwurf Architekt Johann Jakob Lautemann (Saarbrücken) verantwortlich zeichnete, konnte bereits im Jahr 1779 abgeschlossen werden. Der gotische Kirchturm blieb stehen und wurde im Rahmen der Bauarbeiten einer Restaurierung unterzogen.
In den Jahren 2003 bis 2004 erfolgte eine denkmalgerechte Grundsanierung der Kirche.

## Ausstattung
Zur Ausstattung der Kirche gehören Bleiglasfenster des ungarisch-deutschen Architekten und Kirchenfenstermalers György Lehoczky (Saarbrücken) von 1963 bis 1964.
Weitere Ausstattungsgegenstände sind das Taufbecken aus Vogesen-Sandstein und ein sehr alter hölzerner Opferstock, der von Metallbeschlägen zusammengehalten wird. Erwähnenswert sind auch vier gotische Gewölberippen, die sich in einer Ecke der Turmstube befinden. Sie treffen sich in einer kleinen Kreisscheibe mit achtblättriger Rose.

## Orgel
Auf der Empore befindet sich eine Orgel der Firma Willi Peter Orgelbau (Köln) aus dem Jahr 1978 im historischen Gehäuse, das von Ludwig Geib aus dem heutigen Saarbrücker Stadtteil St. Johann 1791 erbaut worden war. Das Schleifladen-Instrument verfügt über 16 Register, verteilt auf zwei Manuale und Pedal. Die Spiel- und Registertraktur ist mechanisch. Beim Neubau von Peter wurde das Pfeifenwerk der Vorgängerorgel von Georg Schwenkedel (Straßburg) aus dem Jahr 1928 wiederverwendet. Die Disposition lautet wie folgt:
| I Hauptwerk C–g3 |            |       |
| 1.               | Principal  | 8′    |
| 2.               | Gedeckt    | 8′    |
| 3.               | Oktave     | 4′    |
| 4.               | Blockflöte | 2′    |
| 5.               | Mixtur IV  | 1 ⁄3′ |

| II Nebenwerk C–g3 |                 |       |
| 6.                | Musiziergedeckt | 8′    |
| 7.                | Rohrflöte       | 4′    |
| 8.                | Principal       | 2′    |
| 9.                | Sesquialtera II | 2 ⁄3′ |
| 10.               | Scharf IV       | 1′    |
| 11.               | Trompete        | 8′    |

| Pedal C–f1 |               |       |
| 12.        | Subbass       | 16′   |
| 13.        | Gedecktbass   | 8′    |
| 14.        | Choralbass    | 4′    |
| 15.        | Hintersatz IV | 2 ⁄3′ |
| 16.        | Posaune       | 16′   |

- Koppeln II/I, I/P, II/P
- Nebenregister: Tremulant (wirkt auf alle Manualregister)